# West Seneca (Nowy Jork)
West Seneca – miasto w Stanach Zjednoczonych, w stanie Nowy Jork, w hrabstwie Erie.